# Dôme de Neige des Écrins
Dôme de Neige des Écrins (4015 m n. m.) je hora v Dauphineských Alpách. Leží v jihovýchodní Francii v regionu Rhône-Alpes nedaleko italských hranic. Jedná se o třetí nejvyšší horu Dauphineských Alp a zároveň nejnižší čtyřtisícovku tohoto pohoří. Je to nejzápadnější čtyřtisícovka Alp. Přiléhá k hoře Pic Lory, za níž se nachází Barre des Écrins. Na vrchol je možné vystoupit od Refuge Temple Écrins (2410 m), Refuge Cezanne (1874 m), Refuge du Glacier Blanc (2542 m) a Refuge des Écrins (3170 m).
Horu poprvé zdolali 21. července 1877 Emmanuel Boileau de Castelnau a Pierre Gaspard.